# Castel Volturno
Castel Volturno és un municipi italià, situat a la regió de Campània i a la província de Caserta. L'any 2024 tenia 30.686 habitants.